# Paul Walzer
Paul Walzer (* 19. Juni 1879 in Grodziczno, Provinz Westpreußen; † 17. Mai 1936) war ein preußischer Verwaltungsjurist sowie Landrat im Kreis Oletzko (1919–1921) und im Kreis Danziger Niederung (1921–1934).

## Leben
Im Frühjahr 1934 wurde Walzer, der der Glaubensbewegung Deutsche Christen angehörte, zum Präsidenten des Evangelischen Konsistoriums der Mark Brandenburg zu Berlin berufen und blieb bis zu seinem Tode im Amt. Mit Ernennung zum Konsistorialpräsidenten wurde Walzer zugleich als Bevollmächtigter in Ausübung der obersten Leitung der Verwaltung der Evangelischen Kirche der Altpreußischen Union (APU) berufen und Vorsitzender in deren Rechtsausschuss sowie kurzfristig (Februar bis April 1934) mit dem Amt des rechtskundigen Mitgliedes des Geistlichen Ministeriums der Deutschen Evangelischen Kirche (Reichskirche) betraut.
Im Oktober 1934 reiste Walzer nach München und usurpierte kurzzeitig, von August Jäger, dem so genannten Rechtswalter der Reichskirche, als Verwaltungskommissar eingesetzt, Leitungsaufgaben im Landeskirchenamt München. Die Reichskirche scheiterte am Widerstand von Landesbischof Hans Meiser und dem Kirchenvolk und gab ihren Versuch, die Evangelisch-lutherische Landeskirche in Bayern rechts des Rheins gleichzuschalten, nach zwei Wochen auf.